# Dieter Pötschke
Dieter Pötschke (* 6. November 1946 in Wolfsburg; † 11. Juni 2022 in Bad Doberan) war ein deutscher Mathematiker, Historiker und Politiker (SPD). Er befasste sich mit mathematischer Informationstheorie, Graphentheorie, analogem Schließen und deutscher Rechts- und Kirchengeschichte.

## Leben
Nach dem Abitur studierte Pötschke von 1965 bis 1972 an der Humboldt-Universität zu Berlin Mathematik, Psychologie, Geschichte mit Schwerpunkt Mediävistik bei Eckhard Müller-Mertens. Zwischen 1972 und 1989 arbeitete Pötschke am Zentralinstitut für Kybernetik und Informationsprozesse (ZKI) der Akademie der Wissenschaften. Hier spezialisierte er sich auf Künstliche Intelligenz. Nach der Wende trat Pötschke im November 1989 in die neu gegründete SDP ein und engagierte sich in der Kommission „Wissenschaft und Forschung“ und war Mitglied der Forschungsgruppe am Zentralen Runden Tisch. Im Jahre 1990 wurde er als Staatssekretär in das Ministerium für Forschung und Technologie der DDR in die CDU/SPD-Regierung von Lothar de Maizière berufen. Nach der Wiedervereinigung war Pötschke im Umweltministerium des Landes Brandenburg beschäftigt.
Als Historiker veröffentlichte Pötschke mehrere Bücher zur deutschen Rechts- und Kirchengeschichte, insbesondere des Harzes. Er war bis zu seinem Tod Mitglied des Vorstandes des Harzvereins und des Vorstandes der Landesgeschichtlichen Vereinigung für die Mark Brandenburg sowie der Brandenburgischen Historischen Kommission und Herausgeber der Harz-Forschungen.

## Publikationen (Auswahl)
- (mit Fred Sobik): Mathematische Informationstheorie. Probleme und neuere Ergebnisse (= Elektronisches Rechnen und Regeln; Band 16). Akademie-Verlag, Berlin, 1980.
- (mit Jan Lunze): Künstliche Intelligenz und Automatisierungstechnik (= Reihe Automatisierungstechnik; Band 237). Verlag Technik, Berlin, 1989.
- (mit Jan Lunze): Künstliche Intelligenz und Automatisierungstechnik. Verlag Hüthig, Heidelberg, 1989.
- Rolande, Kaiser und Recht : Zur Rechtsgeschichte des Harzraums und seiner Umgebung. Lukas Verlag, Berlin 1999, ISBN 978-3-931836-30-6.
- Kloster Ilsenburg: Geschichte, Architektur und Bibliothek. (= Harz-Forschungen; Band 19), Lukas Verlag, Berlin 2004, ISBN 978-3-936872-14-9.
- Vryheit do ik ju openbar ...: Rolande und Stadtgeschichte. Lukas Verlag, Berlin 2007, ISBN 978-3-86732-019-1.
- Herrschaft, Glaube und Kunst: zur Geschichte des Reichsstiftes und Klosters Drübeck. Lukas Verlag, Berlin 2008, ISBN 978-3-86732-041-2.
- mit Helmut Assing, Sven Wichert, Kazimierz Bobowski: Geschichte und Recht der Zisterzienser. Lukas Verlag, Berlin 2010, ISBN 978-3-931836-05-4.
- Das Burger Landrecht und sein rechtshistorisches Umfeld: zur Geschichte der Landrechte und ihrer Symbolik im Mittelalter von Rügen bis Niederösterreich. Lukas Verlag, Berlin 2014, ISBN 978-3-86732-185-3.
- Stadtrechte, Willküren und Polizeiordnungen. Lukas Verlag, Berlin 2017, ISBN 978-3-86732-266-9.
- (posthum): Ergebnisse der Zisterzienser-Forschung in Nordostdeutschland seit 1998. In: Cistercienser Chronik 129 (2022), S. 620–650.